# テクノ・リバタリアニズム
テクノ・リバタリアニズムまたはサイバー・リバタリアニズムは、1990年初頭のシリコンバレーにおけるサイファーパンク文化と、アメリカのリバタリアニズムに源流を持つ政治哲学である。この哲学は、「フリー」なWorld Wide Webによって、政府による規制や監視などを最小化することに力点を置いている。この「フリー」は、金がかからないという意味ではなく、制限がないという意味での自由を意味している。サイバー・リバタリアンは、流動的で能力主義的な階級制度を支持しており、市場がそれを実現するために最適だと考えている。最も有名なサイバー・リバタリアンは、ジュリアン・アサンジである。テクノ・リバタリアンという用語は、テクノロジーライターのパブリナ・ボルスクの批評的な言説で用いられ、人口に膾炙した。
テクノ・リバタリアニズムの原則は以下のように定義されている。
- 常に自由権を考慮すべきである。
- 政府の過度な規制に反対すべきである。
- 合理的な自由市場のインセンティブを提供することが最も良い選択である。

## 著名な支持者
- ジュリアン・アサンジ
- ジョン・ペリー・バーロウ
- ジョン・ギルモア
- T・J・ロジャース（英語版）
- アンドリュー・ヤン
- イーロン・マスク[7][8]